# 10263 Vadimsimona
10263 Vadimsimona eller 1976 SE5 är en asteroid i huvudbältet som upptäcktes den 24 september 1976 av den rysk-sovjetiske astronomen Nikolaj Tjernych vid Krims astrofysiska observatorium på Krim. Den har fått sitt namn efter Vadim Aleksandrovich Simonenko.
Asteroiden har en diameter på ungefär 15 kilometer.